# Loggetta Veneziana
La Loggetta Veneziana es una antigua construcción de la ciudad de Cesena, Emilia-Romaña (Italia) del siglo XV, que forma parte del conjunto arquitectónico de la Piazza del Popolo. En la actualidad alberga el Museo de Ciencias Naturales de Cesena.

## Historia
La construcción de la Loggetta Veneziana fue inspirada y encargada por Andrea Malatesta, iniciadas las obras en 1400 y finalizadas en 1466.
Junto con la Rocchetta di Piazza, fue diseñada por el arquitecto Matteo Nuti y construida al estilo militar del siglo XV. Originalmente estas construcciones formaban un corredor abierto coronado con almenas y dotado de elementos defensivos, ya que debido a su posición, dando al sur de la plaza, servía como línea de defensa de los gobernadores de la ciudad que residían en el Palacio Albornoz. Con los siglos la Loggetta ha sufrido varias transformaciones, perdiendo algunos de sus elementos originales, hasta adquirir su forma actual de una logia continua, con almenas decoradas con falsas ventanas, unidas mediante arcos coronados al estilo gótico-veneciano.

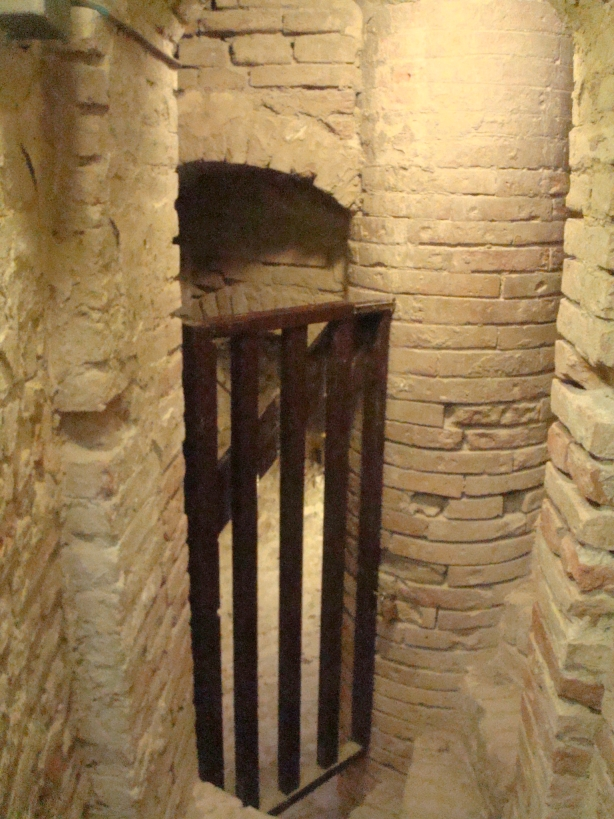
Escalera redonda del torreón del Nuti

En 1598 se construyó una fuente pública a los pies del edificio, que a menudo se utilizaba como abrevadero, y que más tarde llegaría a denominarse Fontanone. Esta fuente fue destruida durante la Primera Guerra Mundial y luego retirada en su totalidad.

#### Torrione del Nuti
En 1466, dadas por finalizadas las obras de la Logetta en su diseño original, el papa Pablo II, a través del gobernador pontificio de la ciudad, Lorenzo Zane, mandó construir una torre de homenaje, que como resultado formaría parte de la Loggetta.
El torreón, de planta poligonal y conservando la rígida arquitectura militar de la época, fue diseñado también por Matteo Nuti (de quien recibiría su nombre), en colaboración con Angelo Bucci. En él se encuentra el escudo de Zane y una inscripción que hace mención de un tal Gaetano Familume, autóctono campeón de Pallone col bracciale.

## Museo de Ciencias Naturales

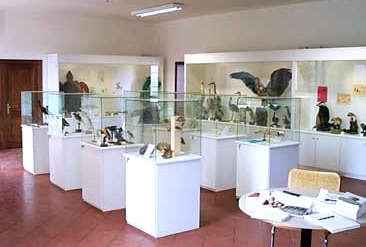
Sala del Museo de Ciencias Naturales, Logetta Veneziana

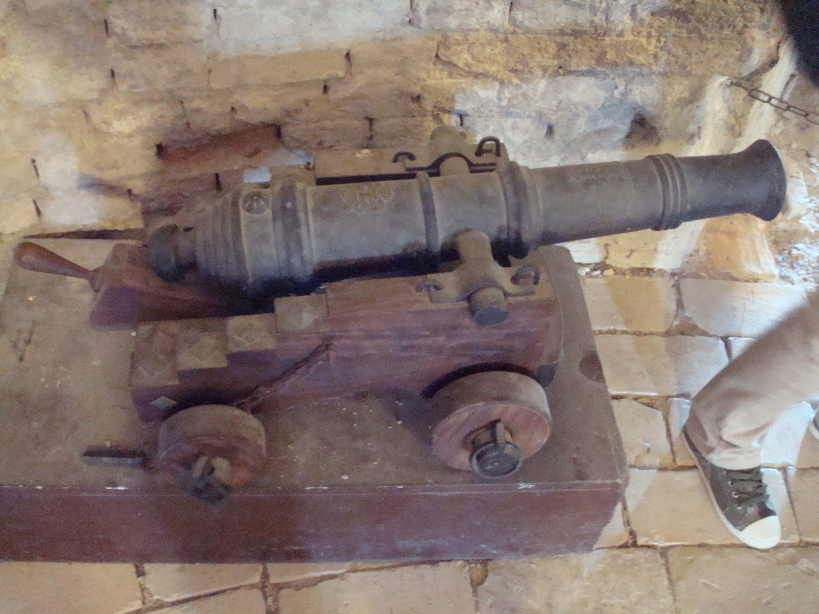
Cañón en el torreón del Nuti

El Museo di Scienze Naturali di Cesena ocupa tanto la Loggetta Veneziana y el Torrione del Nuti como el último piso de la Rocchetta, ofreciendo al visitante unas interesantes vistas a la Piazza del Popolo.
De particular valor educativo, el museo cuenta con una sala de herramientas, pasillo de los moluscos e insectos del Adriático, sala de la fauna de la región de Cesena y sala de fauna mundial.